# Битва під Перегонівкою
Битва під Перегонівкою — одна з битв радянсько-української війни.
Битва відбулася 26 вересня 1919 р. в околицях села Перегонівка під Уманню. Битва повстанської армії під командуванням батька Махна з частинами Добровольчої армії Денікіна.
Добровольча армія прагнула знищити сили Махна і захопити залізничну лінію з Одеси до Єлисаветграду. Сили махновців прагнули зберегти свою армію і повернутися на свою базу (в Катеринославській губернії).

## Перебіг битви
2—4 вересня відбулась серія боїв, унаслідок яких 1-й Сімферопольський полк білих, виконуючи план Шиллінґа та Слащова, узяв втрачену раніше станцію Помічна, зайняту махновцями. 5—6 вересня махновська піхота і тачанки відчайдушно, але безуспішно атакували Помічну, котру боронили сімферопольці. Водночас інші білі частини почали обхід махновських позицій. 21 вересня білі зайняли Перегонівку, а Махно готувався до прориву на рідну Катеринославщину.
22 вересня Слащов почав стягувати навколо військ Махна під Уманню свої частини. Відбувся запеклий бій за переправи через Ятрань між 1-м і 2-м корпусами махновців і білими, внаслідок чого повстанці оволоділи північною переправою.
25 вересня 1919 року 1-а махновська бригада почала наступ біля села Крутеньке, примусивши білих утікати. Сімферопольський полк відбивав кінні та піші атаки махновців, що зосереджувалися в районі Ольшанка — Островець — Рогове. Відійшовши на схід, денікінці перегрупувалися і вночі рушили на махновців, сконцентрувавши свої основні сили біля с. Перегонівка. 1-ша махновська бригада тримала лінію оборони від с. Коржовий Кут до с. Перегонівка, 2-га бригада — від с. Перегонівка до с. Краснопілля, 4-та бригада утримувала фронт південніше Краснопілля, а 3-тя бригада була у резерві.
26 вересня почався генеральний бій під Перегонівкою. Білогвардійці вдарили махновцям у фланги. Оточуючи повстанців, денікінці не потурбувалися про свій тил. Близько восьмої години бій досяг своєї кульмінації. Від несподіванки білі почали відступ.
Вийшовши в тил махновським частинам, білі самі оголили значну ділянку свого фронту, чим негайно скористалися махновці та вдарив по флангах білих. Махновці перегрупували свої сили і спрямували їх на с. Вільшанку.
Після того, як 26 вересня загін генерала Склярова захопив Умань, махновська ділянка фронту опинилася в цілковитому оточенні ворога. Опинившись у «казані», махновці почали готуватися до прориву і рейду великої маси кавалерії по тилах білих.
О другій ночі 27 вересня, махновці знищили частину свого обозу, підірвавши 2 тисячі снарядів (цей вибух став сигналом для загального наступу махновців), і влаштували серію атак для відволікання на північному та південному напрямках. Кіннота 3-ї бригади-корпусу увірвалася до Умані, вщент порубавши білий гарнізон загону генерала Склярова. 4-а бригада-корпус блискавично розгромила прибулі з Одеси батальйони колишніх гімназистів, захопивши кілька тисяч полонених.
1-й і 2-й корпуси Махна мали будь-що прорватися через Ятрань біля Перегонівки на схід. Однак частини 1-ї та 2-ї махновських бригад-корпусів, вистрілявши усі набої, відступили на правий берег Ятрані. На 9 годину ранку 1-ша та 2-га махновські бригади-корпуси опинилися в оточенні.
Зрештою махновцям після багнетних атак і вирішального удару основних сил кінноти Дорожа вдалося прорватися у східному напрямку, на Новоархангельськ, відтіснивши частину 2 батальйонів Сімферопольського полку білих до річки Синюха і знищивши їх.
Поріділі піхотні полки Слащова були кинуті проти нового ворога — полків Дієвої Армії УНР та УГА, біла кіннота переслідувала повстанців, але ті знову і знову вислизали, діставшись 1 жовтня Кривого Рогу, а згодом узявши Олександрівськ.
Після бою Махно, посадивши піхоту на підводи, рушив у прорив і почав швидкий рейд на схід.

## Втрати та наслідки битви
Втрати обох сторін були великими — сильно потерпіла махновська піхота. Білі полки, особливо Сімферопольський, Литовський, Керч-Єникальський, Феодосійський, також зазнали важких втрат. У серпні — вересні 1919 року Сімферопольський полк із 1475 людей втратив 87 офіцерів, 127 солдат вбитими, 178 офіцерів і 238 солдатів пораненими, 11 людей зникло безвісти. Махновцям здалась якась частина піших кубанських козаків, меншими були втрати білої кінноти.
Головним результатом бою став успішний махновський прорив, подальша дезорганізація повстанцями білих тилів включно зі взяттям великих міст і збереженням своїх сил — у цьому сенсі Перегонівка стала сильним ударом по планах Денікіна провести восени 1919 року успішний наступ на московському напрямку.
Бій під Перегонівкою справили значний вплив на хід громадянської війни в Росії.